# Werner Steinecker

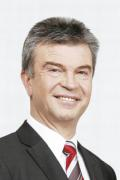
Werner Steinecker, 2007

 Werner Steinecker (* 1. April 1957 in Grieskirchen) ist ein österreichischer Jurist und war von 2017 bis Ende 2022 Generaldirektor der Energie AG Oberösterreich.

## Werdegang
Steinecker begann seine Ausbildung 1972 bei der OÖ. Kraftwerke AG (OKA, heute Energie AG Oberösterreich) mit der Lehre zum Starkstrommonteur. Nach Abschluss der Lehre besuchte er ab 1977 die Abendschule HTL für Elektrotechnik und schloss 1982 die Matura mit ausgezeichnetem Erfolg ab. Im Jahr darauf begann Steinecker das Studium der Rechtswissenschaften an der Johannes Kepler Universität Linz. 1994 erlangte er die Promotion zum Doktor der Rechtswissenschaften an der Leopold-Franzens-Universität Innsbruck.
Von 1997 bis 1998 absolvierte er ein MBA-Studium in Kanada an der University of Toronto. Im Jahr 2002 wurde Steinecker als Doktor der Sozialwissenschaften an der Johannes Kepler Universität Linz promoviert.
Nachdem er die Lehre bereits bei der OKA absolviert hatte, blieb er auch nach seiner Ausbildung in diesem Unternehmen. Beruflich stieg er zum Leiter der Schulungs- und Personalentwicklungsabteilung der OKA auf. Im Juni 1998 wurde er von der Oberösterreichischen Ferngas AG (heute Energie AG Oberösterreich) zum Vorstand für Finanzen, Personal, Recht und Vertrieb bestellt.
Ab September 2002 war Steinecker Mitglied des Vorstandes der Energie AG Oberösterreich. Als Chief Technical Officer (CTO) leitete er das technische Ressort. Anfang März 2017 übernahm er schließlich den Posten des Generaldirektors von seinem Vorgänger Leopold Windtner. Steinecker wurde einstimmig gewählt.
Steinecker engagiert sich im Rotary Club Linz-Altstadt. Er bekleidete 12 Jahre  das Amt des Präsidenten bei den oberösterreichischen Pfadfindern. Von 2008 bis 2013 war er Mitglied im Universitätsrat der Johannes Kepler Universität Linz. Als Präsident der LIMAK Austrian Business School wirkte er von 2004 bis 2009. In der Funktionsperiode 2018 bis 2023 ist er Mitglied des Universitätsrates der Universität für künstlerische und industrielle Gestaltung Linz.
Steinecker ist verheiratet und hat zwei erwachsene Töchter. Er lebt in Kirchschlag bei Linz. Seit 1984 ist er Mitglied der katholischen Studentenverbindung KaV Austro-Danubia Linz im ÖCV.

## Auszeichnungen
- Berufstitel Kommerzialrat durch die Wirtschaftskammer Oberösterreich, 2008.[6]
- Auszeichnung zum Professor übergeben vom Landeshauptmann Josef Pühringer, 18. Dezember 2015.[10]
- Goldenes Ehrenzeichen des Landes Oberösterreich übergeben vom Landeshauptmann Thomas Stelzer, 22. Dezember 2022.[11]

## Publikationen
- Stromeuropa – Die Energiezukunft? Eine Problemstellung aus rechtlicher Sicht, Dissertation, Innsbruck 1994.
- Volkswirtschaftliche Bedeutung des Energieträgers Erdgas unter besonderer Berücksichtigung der Brennstoffzellentechnologie, 2002